# 17 de maio
17 de maio é o 137.º dia do ano no calendário gregoriano (138.º em anos bissextos). Faltam 228 dias para acabar o ano.

## Eventos históricos

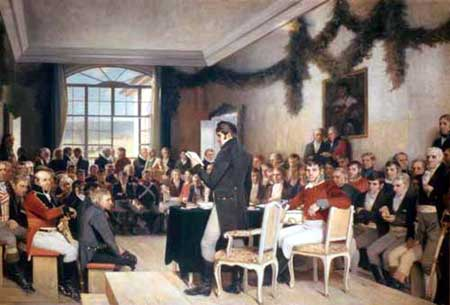
1814: Assinatura da Constituição da Noruega.

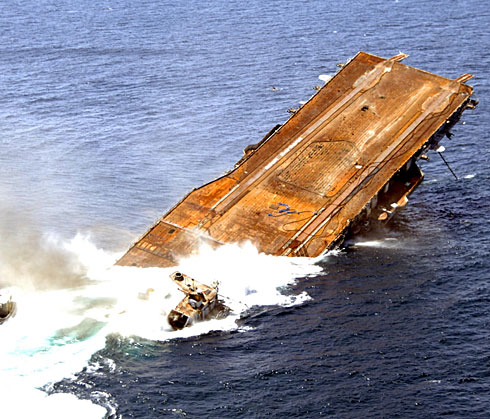
2006: Afundamento do USS Oriskany.

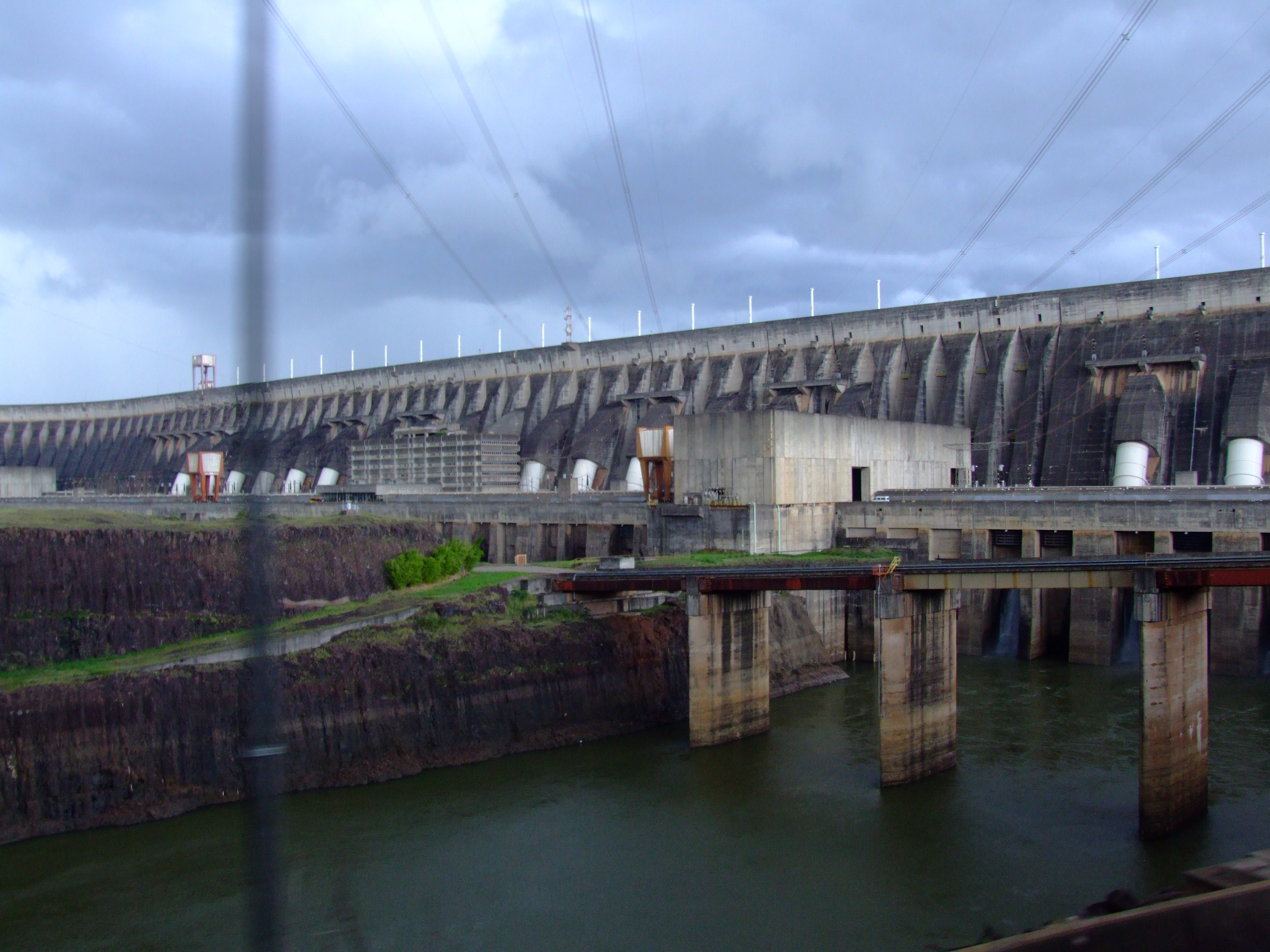
Constituição da entidade da Usina hidrelétrica de Itaipu

- 1395 — Batalha de Rovine: os valáquios derrotam um exército otomano invasor.
- 1527 — Pánfilo de Narváez parte da Espanha para explorar a Flórida com 600 homens – em 1536 apenas quatro sobrevivem.[1]
- 1536 — O casamento de Henrique VIII de Inglaterra e Ana Bolena é anulado.
- 1590 — Ana da Dinamarca é coroada Rainha da Escócia.
- 1642 — Fundação da cidade de Montreal.
- 1648 — O imperador Fernando III do Sacro Império Romano-Germânico derrota Maximiliano I da Baviera na Batalha de Zusmarshausen.
- 1673 — Louis Jolliet e Jacques Marquette começam a explorar o rio Mississippi.
- 1756 — A Guerra dos Sete Anos começa formalmente quando a Grã-Bretanha declara guerra à França.
- 1760 — Guerra dos Sete Anos: Forças francesas sitiando Quebec recuam depois que a Marinha Real chega para socorrer a guarnição britânica.
- 1792 — A Bolsa de Valores de Nova York é formada sob o Acordo de Buttonwood.
- 1805 — Maomé Ali torna-se uale (governador) do Egito, um eialete (província) do Império Otomano.
- 1809 — Imperador Napoleão I ordena a anexação dos Estados Papais ao Império Francês.
- 1814
  - Ocupação estrangeira do Mônaco muda da francesa para a austríaca.
  - Constituição da Noruega é assinada e o Príncipe da Coroa Cristiano Frederico da Dinamarca é eleito Rei da Noruega pela Assembleia Constituinte da Noruega.
- 1846 — Adolphe Sax patenteia o saxofone.
- 1859 — membros do Melbourne Football Club codificam as primeiras regras do futebol australiano, um dos esportes mais populares da Austrália.
- 1863 — Rosalía de Castro publica Cantares Gallegos, o primeiro livro em língua galega.
- 1865 — Fundação em Paris da União Internacional de Telégrafos (mais tarde União Internacional de Telecomunicações).
- 1869 — Forças imperiais japonesas derrotam os remanescentes do xogunato Tokugawa na Batalha de Hakodate para acabar com a Guerra Boshin.
- 1900 — O romance infantil O Maravilhoso Mágico de Oz, de L. Frank Baum, é publicado pela primeira vez nos Estados Unidos.
- 1902 — O arqueólogo grego Valerios Stais descobre o mecanismo de Anticítera, um antigo computador analógico mecânico.
- 1914 — Assinatura do Protocolo de Corfu, reconhecendo a plena autonomia do Epiro do Norte sob soberania albanesa nominal.
- 1915
  - Toma posse em Portugal o 10.º governo republicano, chefiado pelo presidente interino do Ministério José de Castro. O presidente indigitado do Ministério João Chagas não toma posse por se encontrar em convalescença devido a ter sofrido um atentado.
  - No Reino Unido o último governo do Partido Liberal (liderado por H. H. Asquith) cai. Desde então os trabalhistas substituíram os liberais como maior força de oposição aos conservadores no país.
- 1937 — Guerra Civil Espanhola: o governo de Largo Caballero renuncia após os Eventos de Maio, levando Juan Negrín a formar um governo, sem a anarcossindicalista CNT, em seu lugar.
- 1940 — Segunda Guerra Mundial: a Alemanha ocupa Bruxelas, na Bélgica.
- 1943 — Segunda Guerra Mundial: começam os Ataques Dam Busters pelo Esquadrão N.º 617 da RAF.
- 1954 — Movimento dos direitos civis dos negros nos Estados Unidos: A Suprema Corte dos Estados Unidos profere uma decisão unânime em Brown v. Conselho de Educação de Topeka, Kansas, proibindo a segregação racial em escolas públicas.
- 1959 — Inauguração do Santuário Nacional de Cristo Rei com a participação de todo o Episcopado Português, os Cardeais do Rio de Janeiro e de Lourenço Marques (Maputo), autoridades civis e de 300 mil pessoas.
- 1967 — Guerra dos Seis Dias: o presidente do Egito, Gamal Abdel Nasser, exige o desmantelamento da Força de Emergência das Nações Unidas para manutenção da paz no Egito.
- 1969 — Programa Venera: a nave espacial soviética Venera 6 inicia sua descida à atmosfera de Vênus, enviando dados atmosféricos antes de ser esmagado pela pressão.
- 1974
  - Constituída a entidade da Usina Hidrelétrica de Itaipu, na época o projeto para a maior hidrelétrica do mundo, na fronteira entre o Brasil e o Paraguai. A barragem foi construída pelos dois países.
  - Conflitos na Irlanda do Norte: Trinta e três civis são mortos e 300 feridos quando a Força Voluntária do Ulster detona quatro carros-bomba em Dublin e Monaghan, República da Irlanda.
- 1980
  - General Chun Doo-hwan, da Coreia do Sul, assume o controle do governo e declara a lei marcial para suprimir as manifestações estudantis.
  - Na véspera das eleições presidenciais, o grupo guerrilheiro maoista Sendero Luminoso ataca um local de votação em Chuschi (uma cidade em Ayacucho), iniciando o conflito armado no Peru.
  - Brasil e Argentina assinaram o primeiro acordo de cooperação nuclear, em Buenos Aires. Esse acordo estabelecia intercâmbios científicos, colaborações em pesquisa nuclear e o desenvolvimento da energia nuclear para fins pacífico.
- 1983 — Líbano, Israel e os Estados Unidos assinam um acordo sobre a retirada israelense do Líbano.
- 1987 — Guerra Irã-Iraque: um caça iraquiano Dassault Mirage F1 dispara dois mísseis contra o navio de guerra da Marinha dos Estados Unidos USS Stark, matando 37 e ferindo 21 de sua tripulação.
- 1990 — A Assembleia Geral da Organização Mundial da Saúde (OMS) retira a homossexualidade da lista de doenças psiquiátricas.
- 1997 — Tropas de Laurent-Désiré Kabila entram em Kinshasa. O Zaire é oficialmente renomeado República Democrática do Congo.
- 2006 — O porta-aviões USS Oriskany é afundado no Golfo do México para se tornar um recife artificial.
- 2009 — Após 25 anos de guerra civil, o grupo separatista Tigres de Liberação do Tamil Eelam anuncia a rendição ao governo do Sri Lanka.
- 2022
  - Ciclone subtropical Yakecan causa duas mortes e danos generalizados em diversas cidades do Sul do Brasil e no Uruguai.[2]
  - Hassan Sheikh Mohamud é eleito presidente da Somália.[3]
- 2023 — Em meio a uma crise política no Equador, presidente Guillermo Lasso dissolve a Assembleia Nacional e convoca eleições gerais antecipadas.

## Nascimentos

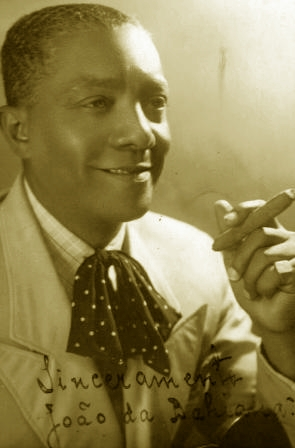
João da Baiana

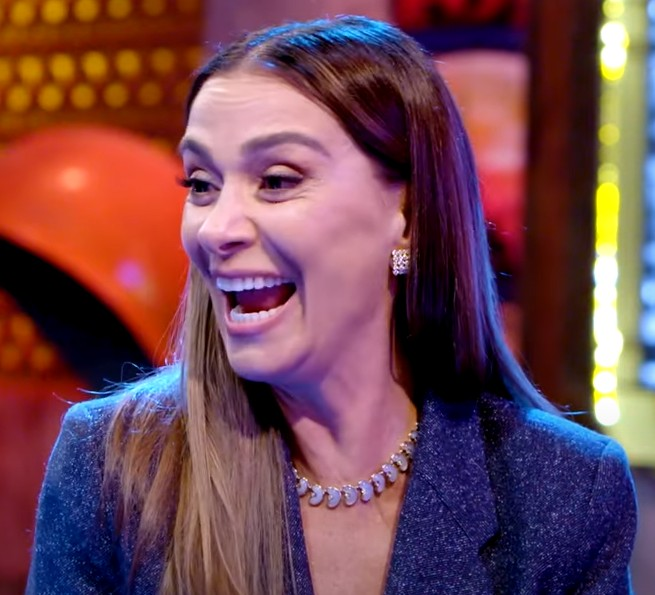
Mônica Martelli

Marshall Applewhite

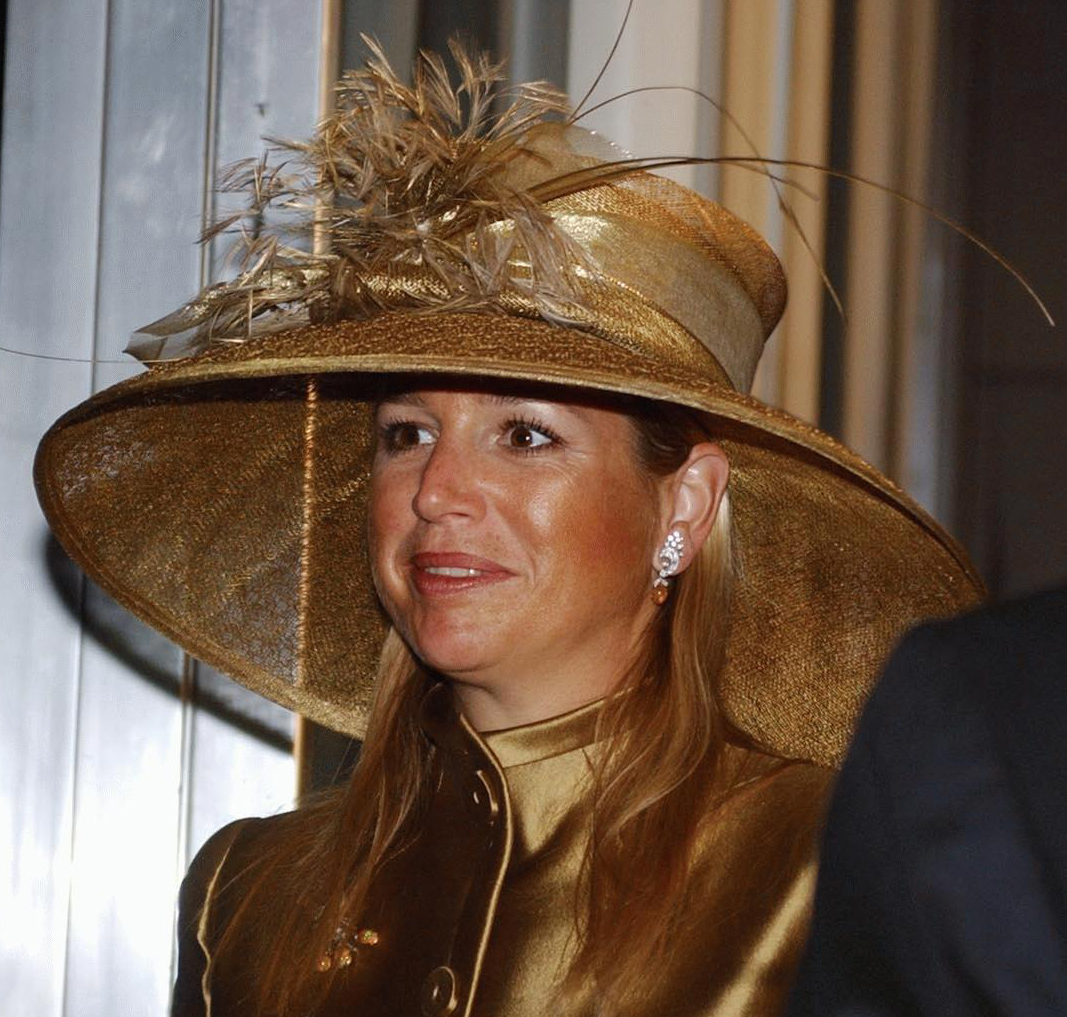
Máxima dos Países Baixos

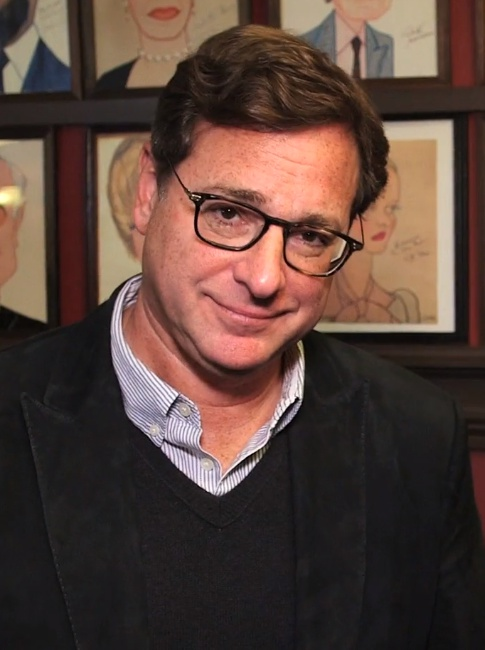
Bob Saget

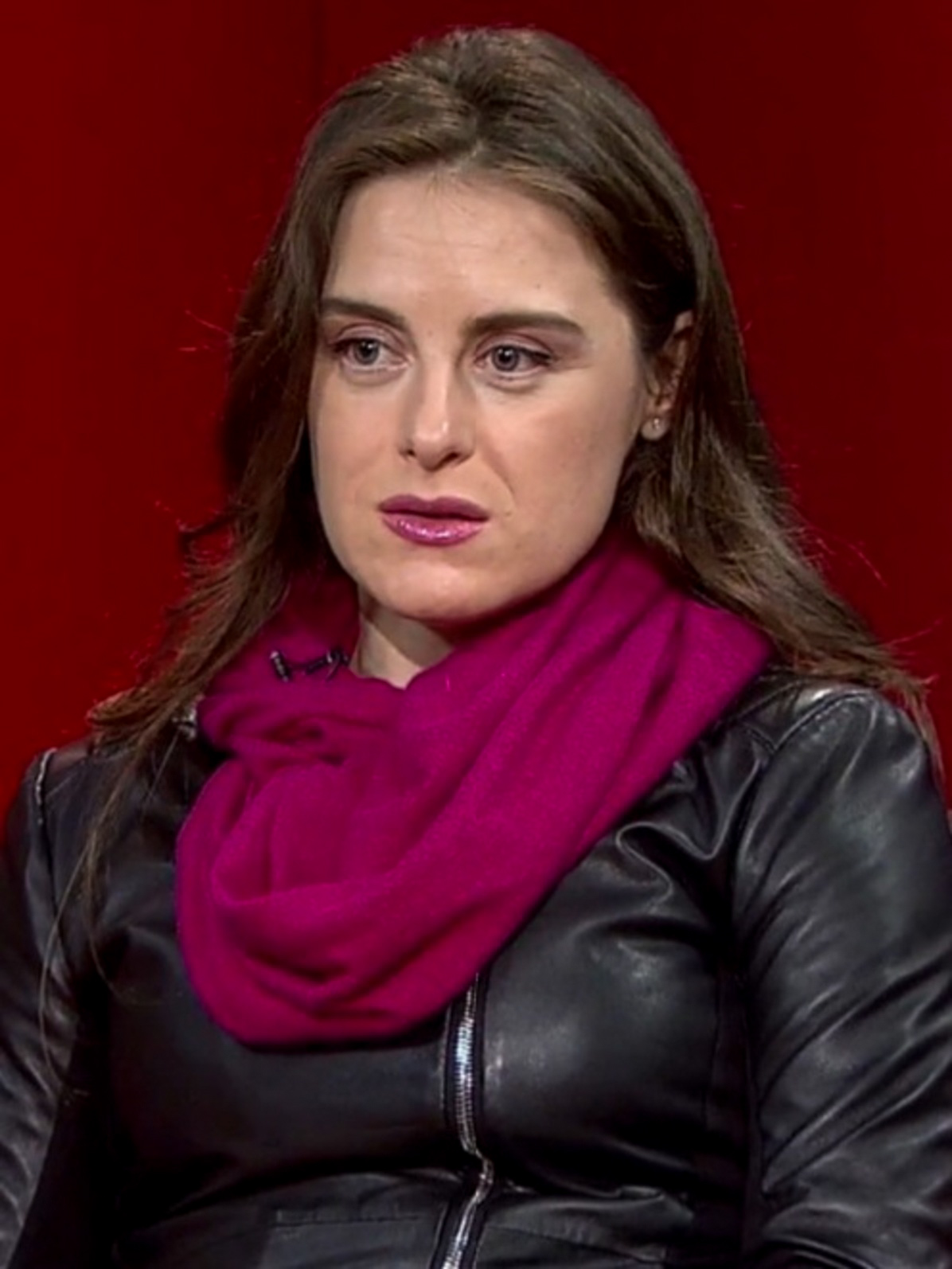
Alessandra Maestrini

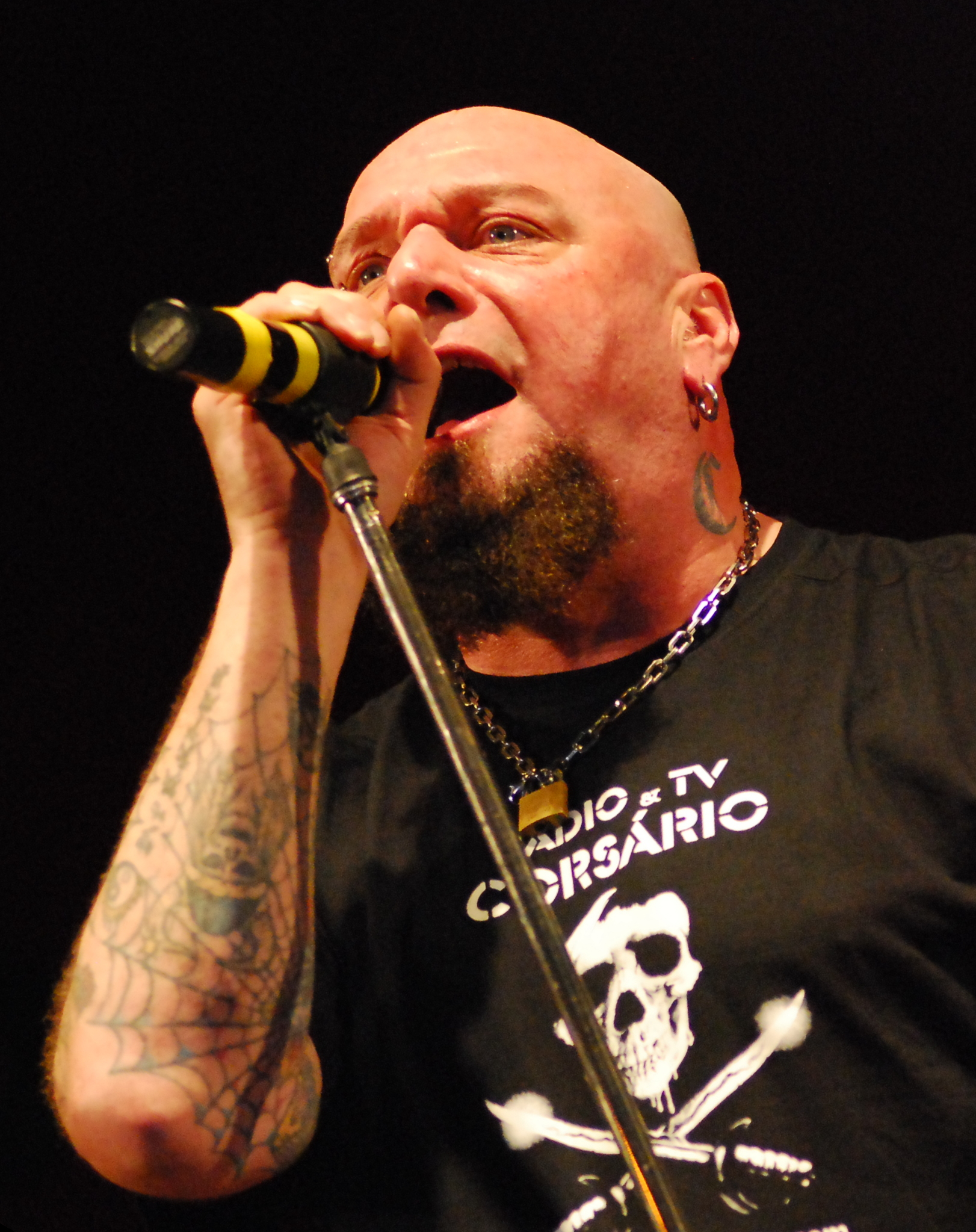
Paul Di'Anno

Helena de Lima

### Anteriores ao século XIX
- 1155 — Jien, poeta e monge japonês (m. 1225).

- 1490 — Alberto, Duque da Prússia, Grã-Mestre da Ordem Teutônica (m. 1568).
- 1500 — Frederico II Gonzaga, duque de Mântua (m. 1540).
- 1626 — Leonor Catarina do Palatinado-Zweibrücken-Kleeburg, princesa sueca (m. 1692).
- 1628 — Fernando Carlos, Arquiduque da Áustria (m. 1662).
- 1739 — Manuel Álvares, pedagogo português (m. 1777).
- 1749 — Edward Jenner, naturalista e médico britânico (m. 1823).
- 1768 — Henry Paget, 1.º Marquês de Anglesey (m. 1854).

### Século XIX
- 1819 — Gonçalo Batista Vieira, Barão de Aquiraz (m. 1896)
- 1836 — Wilhelm Steinitz, enxadrista checo (m. 1900).
- 1845 — Jacint Verdaguer, poeta espanhol (m. 1902).
- 1866 — Erik Satie, compositor e pianista francês (m. 1925).
- 1886 — Afonso XIII de Espanha (m. 1941).
- 1887 — João da Baiana, sambista brasileiro (m. 1974).

### Século XX

#### 1901–1950
- 1909 — Karl Schäfer, patinador artístico e nadador austríaco (m. 1976).
- 1922 — Jean Rédélé, empresário francês (m. 2007).
- 1926 — Helena de Lima, cantora brasileira (m. 2022).
- 1929 — John Davies, nadador australiano (m. 2020).
- 1931 — Marshall Applewhite, líder religioso estado-unidense (m. 1997).
- 1936 — Dennis Hopper, ator norte-americano (m. 2010).
- 1937 — Héctor Luis Gutiérrez Pabón, prelado colombiano (m. 2024).
- 1940 — Ingrid Wendl, patinadora artística austríaca.
- 1945 — Filipe La Féria, encenador português.
- 1946 — Peter Hinwood, ator e modelo inglês.
- 1947
  - Jorge do Poeirinha, político brasileiro.
  - Andrew Latimer, músico britânico.
- 1948 — Mikko Kozarowitzky, automobilista finlandês.
- 1949 — Bill Bruford, músico britânico.
- 1950 — Janez Drnovšek, político esloveno (m. 2008).

#### 1951–2000
- 1954 — Wander Taffo, músico brasileiro (m. 2008).
- 1955 — Bill Paxton, ator e diretor americano (m. 2017).
- 1956
  - Sugar Ray Leonard, pugilista estadunidense.
  - Fernando Quirarte, futebolista e treinador mexicano de futebol.
  - Bob Saget, ator estadunidense (m. 2022).
- 1958
  - Paul Di'Anno, cantor e compositor inglês (m. 2024).
  - Nicole Puzzi, atriz brasileira.
- 1960 — Pedro Pasculli, futebolista argentino.
- 1961 — Enya, cantora irlandesa.
- 1965 — Trent Reznor, músico estadunidense.
- 1966
  - Qusay Hussein, político e dirigente esportivo iraquiano (m. 2003).
  - Henrik Larsen, futebolista dinamarquês.
- 1968 — Mônica Martelli, atriz, jornalista e escritora brasileira.
- 1969 — José Chamot, futebolista argentino.
- 1970 — Jordan Knight, cantor e compositor estadunidense.
- 1971 — Máxima dos Países Baixos, rainha consorte dos Países Baixos.
- 1973
  - Josh Homme, músico estadunidense.
  - Sasha Alexander, atriz norte-americana.
- 1974
  - Damiano Tommasi, futebolista italiano.
  - Andrea Corr, compositora e atriz irlandesa.
- 1975
  - Laura Voutilainen, cantora finlandesa.
  - Marcelinho Paraíba, futebolista brasileiro.
  - Marat Descartes, ator brasileiro.
- 1977 — Alessandra Maestrini, atriz brasileira.
- 1980 — Stéphane Robert, tenista francesa.
- 1981 — Julia Soldatova, patinadora artística russa.
- 1982 — Tony Parker, jogador de basquete francês.
- 1983 — Duda Nagle, ator brasileiro.
- 1984 — Igor Denisov, futebolista russo.
- 1985
  - Greg Van Avermaet, ciclista belga.
  - Derek Hough, bailarino norte-americano.
- 1986 — Marcello Puglisi, automobilista italiano.
- 1987 — Aleandro Rosi, futebolista italiano.
- 1988 — Nikki Reed, atriz estadunidense.
- 1989
  - Mattia Mustacchio, futebolista italiano.
  - Tessa Virtue, patinadora artística canadense.
- 1990 — Ross Butler, ator norte-americano.
- 1991 — Iñigo Martínez, futebolista espanhol.
- 1993 — Rafael Ferreira Silva, futebolista português.
- 1996 — Ryan Ochoa, ator norte americano.
- 1998 — Patri Guijarro, futebolista espanhola.
- 2000 — Matěj Kovář, futebolista checo.

### Século XXI
- 2001 — Manu Koné, futebolista francês.
- 2002 — Matheus Donelli, futebolista brasileiro.
- 2003 — Andy Diouf, futebolista francês.
- 2006 — Senny Mayulu, futebolista francês.

## Mortes

### Anteriores ao século XIX
- 0946 — Alcaim Biamir Alá, califa fatímida (n. 893).
- 1296 — Inês da Boêmia, duquesa da Áustria (n. 1269).
- 1336 — Go-Fushimi, imperador japonês (n. 1288).
- 1365 — Luís VI da Baviera, eleitor de Brandemburgo (n. 1328).
- 1395 — Constantino Dragases, rei da Sérvia (n. 1365).
- 1510 — Sandro Botticelli, pintor italiano (n. 1445).
- 1521 — Eduardo Stafford, 3.º Duque de Buckingham (n. 1478).

- 1536 — Jorge Bolena, visconde Rochford (n. 1504).
- 1536 — William Brereton, cortesão inglês (n. 1490).

- 1662 — Abraham de Fabert, marechal francês (n. 1599).

### Século XIX
- 1808 — Jakob Albrecht, clérigo norte-americano (n. 1759).
- 1809 — Leopold Auenbrugger, médico austríaco (n. 1722).
- 1822 — Armand Emmanuel du Plessis, Duque de Richelieu (n. 1766).
- 1829 — John Jay, diplomata e jurista americano (n. 1745).
- 1838 — Charles-Maurice de Talleyrand-Périgord, político e diplomata francês (n. 1754).
- 1839 — Archibald Alison, escritor e filósofo britânico (n. 1757).
- 1868 — Kondo Isami, samurai japonês (n. 1834).
- 1875 — John C. Breckinridge, político americano (n. 1821).

### Século XX
- 1903 — Valentim Magalhães, escritor e jornalista brasileiro (n. 1859).
- 1984 — Elza Gomes, atriz brasileira (n. 1910).
- 1986 — Lyudmila Pakhomova, patinadora artística soviética (n. 1946).
- 1987 — Gunnar Myrdal, economista sueco (n. 1898).
- 1990 — Detlev Peukert, historiador alemão (n. 1950).
- 1991 — Herman Kalckar, bioquímico dinamarquês (n. 1908).
- 1992 — George Hurrell, fotógrafo americano (n. 1904).
- 1994 — Gérson da Silva, futebolista brasileiro (n. 1965).
- 1996 — Scott Brayton, automobilista norte-americano (n. 1959).
- 2000 — Elsie Lessa, jornalista e cronista brasileira (n. 1914).

### Século XXI
- 2001 — Jacques-Louis Lions, matemático francês (n. 1928).
- 2002 — László Kubala, futebolista e treinador húngaro (n. 1927).
- 2005 — Frank Gorshin, ator norte-americano (n. 1933).
- 2008
  - Zélia Gattai, escritora brasileira (n. 1916).
  - Antônio Carvalho Filho, radialista, jornalista e filósofo brasileiro (n. 1946).
- 2009 — Mario Benedetti, poeta, escritor e ensaísta uruguaio (n. 1946).
- 2012 — Donna Summer, cantora norte-americana (n. 1948).
- 2014 — Eduardo José Farah, empresário e dirigente desportivo brasileiro (n. 1934).
- 2017 — Raúl Córdoba, futebolista mexicano (n. 1924).
- 2020 — Lucky Peterson, músico americano (n. 1964).
- 2022 — Vangelis, tecladista e compositor grego (n. 1943).

## Feriados e eventos cíclicos
- Dia Internacional contra a Homofobia
- Dia Mundial da Sociedade da Informação
- Dia Internacional da Hipertensão
- Dia das Letras Galegas

### Noruega
- Dia da Constituição - Noruega

### Brasil
- Aniversário do município de Biguaçu, Santa Catarina
- Aniversário do município de Virmond, Paraná
- Aniversário do município de Santa Maria, Rio Grande do Sul

### Cristianismo
- Antónia Mesina
- Andrônico da Panônia
- Júnia
- Pascoal Bailão

## Outros calendários
- No calendário romano era o 16.º dia (XVI) antes das calendas de junho.
- No calendário litúrgico tem a letra dominical D para o dia da semana.
- No calendário gregoriano a epacta do dia é xii.